# Holotrichia loochooana
Holotrichia loochooana är en skalbaggsart som beskrevs av K. Sawada 1950. Holotrichia loochooana ingår i släktet Holotrichia och familjen Melolonthidae. Utöver nominatformen finns också underarten H. l. okinawana.